# Żyłka rzekoma

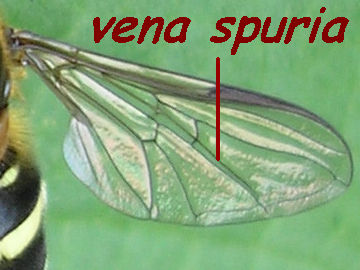
Żyłka rzekoma (vena spuria) na skrzydle bzyga

Żyłka rzekoma (łac. vena spuria, sutura spuria) – podłużny fałd lub rodzaj zgęstnienia błony skrzydłowej występujący na skrzydłach niektórych muchówek. Przebiega niemal równolegle pomiędzy żyłką radialną a medialną, nie łącząc się z innymi żyłkami. Kończy się w polu V komórki radialnej. Wyglądem przypomina żyłkę.
W skrzydłach niektórych owadów tworzą się poprzecznie ułożone odcinki powstałe z przekręcenia żyłki podłużnej. Takie odcinki nazywane są również żyłką rzekomą.